# Backlash (2007)
 (août 2016).
Cet article concerne l'édition 2007 du pay-per-view Backlash. Pour toutes les autres éditions, voir WWE Backlash.
Pour les articles homonymes, voir Backlash.
L'édition 2007 de Backlash  est une manifestation de catch (lutte professionnelle) télédiffusée et visible uniquement en paiement à la séance. L'événement, produit par la World Wrestling Entertainment, a eu lieu le 29 avril 2007 à la Philips Arena de la ville de Atlanta, en Géorgie. Il s'agit de la neuvième édition de Backlash, pay-per-view annuel basé sur le contrecoup de WrestleMania 23. Edge est la vedette de l'affiche (qui parodie le film The Shinning).
Six matchs, qui mettent tous en jeu des titres de la fédération, ont été programmés. Chacun d'entre eux est déterminé par des storylines rédigées par les scénaristes de la WWE ; soit par des rivalités survenues avant le pay-per-view, soit par des matchs de qualification en cas de rencontre pour un championnat. L'événement a mis en vedette les catcheurs des divisions Raw et SmackDown, créées en 2002 lors de la séparation du personnel de la WWE en deux promotions distinctes ainsi que la ECW, arrivée en 2006 comme troisième promotion.
Le main event de la soirée est un match à quatre pour le championnat de la WWE entre John Cena le champion en titre, Edge, Randy Orton et Shawn Michaels. Le Last Man Standing Match pour le championnat du monde poids-lourds de la WWE qui oppose le champion The Undertaker à l'ex-champion Batista. Enfin le match à handicap un contre trois pour le championnat de la ECW, qui oppose le champion Bobby Lashley à Vince McMahon, son fils Shane McMahon et Umaga.
14 500 personnes ont réservé leur place pour assister au spectacle, tandis que 210 000 personnes ont suivi les rencontres en paiement à la séance.

## Contexte
Les spectacles de la World Wrestling Entertainment en paiement à la séance sont constitués de matchs aux résultats prédéterminés par les scénaristes de la WWE. Ces rencontres sont justifiées par des storylines  — une rivalité avec un catcheur, la plupart du temps — ou par des qualifications survenues dans les émissions de la WWE telles que et Raw, SmackDown et ECW. Tous les catcheurs possèdent un gimmick, c'est-à-dire qu'ils incarnent un personnage gentil ou méchant, qui évolue au fil des rencontres. Un pay-per-view comme Backlash est donc un événement tournant pour les différentes storylines en cours.

## Tableau des résultats
| #                                                                | Match                                                                          | Stipulation | Durée |  |
| ---------------------------------------------------------------- | ------------------------------------------------------------------------------ | --- | ----- |  |
| Dark                                                             | Carlito bat Johny Nitro                                                        | Match Simple | 6:21  |  |
| 1                                                                | The Hardys (Jeff Hardy et Matt Hardy) (c) battent Lance Cade et Trevor Murdoch | Tag Team Match pour le WWE World Tag Team Championship                                                                                      | 14:18 |  |
| 2                                                                | Melina (c) bat Mickie James                                                    | Match Simple pour le WWE Women's Championship                                                                                               | 9:02  |  |
| 3                                                                | Chris Benoit (c) bat MVP                                                       | Match Simple pour le WWE United States Championship                                                                                         | 13:10 |  |
| 4                                                                | Umaga, Shane McMahon et Mr. McMahon battent Bobby Lashley (c)                  | 1 on 3 Handicap Match pour le ECW World Championship. Si la Team Mr. McMahon gagne le match, ce dernier remporte le ECW World Championship. | 15:45 |  |
| 5                                                                | The Undertaker (c) et Batista font match nul                                   | Last Man Standing Match pour le World Heavyweight Championship                                                                              | 20:23 |  |
| 6                                                                | John Cena (c) bat Edge, Randy Orton et Shawn Michaels                          | Fatal-Four Way Match pour le WWE Championship                                                                                               | 19:21 |  |
| (c) désigne le(s) champion(s) défendant son titre dans le match. |                                                                                | |       |  |

### Autres sources
- (en) Cet article est partiellement ou en totalité issu de l’article de Wikipédia en anglais intitulé « Backlash 2007 » (voir la liste des auteurs).